# 林天星
林天星，SBS（1957年12月3日—），香港人，香港海洋公園公司董事，前香港特別行政區官員，曾任水務署署長，他因在任期間發生食水管路含重金屬超標事件。2018年，他因「任內提升香港的食水安全，貢獻甚豐」而被獲頒銀紫荊星章。

## 經歷
林天星早年就讀基督教香港信義會紅磡信義學校，繼而入讀九龍華仁書院（中四至中七與李家超為同班同學）。1983年，林天星加入香港政府擔任助理工程師，於1999年晉升為總工程師，2005年7月晉升為政府工程師，2008年4月晉升為首席政府工程師。2013年10月29日，香港政府宣布水務署署長馬利德將會於同年11月13日起展開退休前休假，同日起由發展局副秘書長（工務）林天星接任。另外，林天星任職水務署署長時月薪約港幣24萬5000元，退休後可一次性取得港幣1200萬元退休金和每月取得7萬多港元。
2015年7月起，香港部分公共屋邨、居屋、私人屋苑、醫院及教育機構被揭發食水含重金屬量嚴重超標的事件。2016年5月，委員會公佈調查報告，報告中批評了包括林天星在內的相關官員集體失職、推卸責任，又批評他「在水質科學方面的專業知識可能不足」和「固執己見地未有採取較佳的水質取樣方法」，表現令人失望。面對要求他下台的呼聲，林天星就事件道歉，但未有請辭。
廣東省的東江水是香港的主要水源，香港購買東江水的歷史可追溯到1960年，林天星曾在2015年接受中國官方媒體新華社的專訪時說，香港的生存與發展與東江水息息相關，又認為香港的生存與發展離不開東江水：「50年是個非常好的時機，我們回顧在沒有東江水之前的情況。香港有了東江水後，供水慢慢地可以滿足需求，這對工商業和對市民都非常重要，我們非常感謝。」。
近年來有批評聲音指東江水的水質不佳，價格不菲，而且供水量遠超香港實際所需，造成浪費，對此林天星指東江水水質的污染情況符合標準，且與海水化淡所需的成本比起來，購買東江水比較便宜，考慮到東江水供應因全球極端氣候影響令廣東省降雨減少、當地因發展而增加用水量以及香港自身人口增加而受到影響，故決定計劃建造海水化淡廠，又指海水化淡的成本將會比東江水高。

### 榮譽
2018年，林天星獲頒銀紫荊星章，當局讚頌他「任內提升香港的食水安全」。當年揭發鉛水事件的民主黨立法會議員黃碧雲對林天星獲勳不予置評，讓市民自行判斷。政府消息人士指，授勳予退休公務員不會只考慮任內個別事件，而是考慮任職時的長期表現。

## 評論
公務員事務局局長羅智光評價林天星在任職公務員34年以來「一直對工作展現熱誠和表現專業，在出任水務署署長期間，領導水務署面對及處理各項挑戰」。
「食水苦主大聯盟」召集人兼立法會議員尹兆堅表示對林天星在事件發生後沒有承擔責任及受到懲罰，而且還能夠安然退休，感到十分諷刺。對於林天星獲頒銀紫荊星章，他認為政府是變相為林天星平反，否認了政府在鉛水事件中有錯誤。